# Kapaoria novaeguineae
Kapaoria novaeguineae är en insektsart som beskrevs av Bolívar, I. 1898. Kapaoria novaeguineae ingår i släktet Kapaoria och familjen Pyrgomorphidae. Inga underarter finns listade i Catalogue of Life.